# Bátorligeti Nagy-legelő
Bátorligeti Nagy-legelő este o arie protejată (arie specială de conservare — SAC, sit de importanță comunitară — SCI) din Ungaria întinsă pe o suprafață de 450,72 ha, integral pe uscat.

## Localizare
Centrul sitului Bátorligeti Nagy-legelő este situat la coordonatele 47°46′32″N 22°14′15″E / 47.775556°N 22.2375°E.

## Înființare
Situl Bátorligeti Nagy-legelő a fost declarat sit de importanță comunitară în mai 2004 pentru a proteja 4 specii de plante și 3 specii de animale. Situl a fost protejat și ca arie specială de conservare în februarie 2010.

## Biodiversitate
Situată în ecoregiunea panonică, aria protejată conține 4 habitate naturale: Stepe panonice nisipoase, Pajiști aluvionare inundabile, de Cnidion dubii, Păduri aluvionare cu Alnus glutinosa și Fraxinus excelsior (Alno-Padion, Alnion incanae, Salicion albae), Mlaștini alcaline.
La baza desemnării sitului se află mai multe specii protejate:
- plante (4): Iris aphylla subsp. hungarica, sisinei (Pulsatilla grandis), dedițelul (Pulsatilla patens), Pulsatilla pratensis subsp. hungarica
- amfibieni (1): buhai de baltă cu burta roșie (Bombina bombina)
- mamifere (1): popândău (Spermophilus citellus)
- nevertebrate (1): Carabus hungaricus

Pe lângă speciile protejate, pe teritoriul sitului au mai fost identificate 1 specie de plante, 3 specii de păsări.